# Alisson Santana
Alisson Santana Lopes da Fonseca (Cachoeirinha, 21 de septiembre de 2005) es un futbolista brasilero. Juega de extremo derecho y su equipo actual es el FK Shajtar Donetsk de la Liga Premier de Ucrania.

## Trayectoria
En 2021 se incorporó en las divisiones juveniles del Atlético Mineiro, a sus 15 años jugó con la sub-17. El 31 de agosto de 2022 firmó su primer contrato profesional.
Durante la Copinha de 2023 el entrenador del primer equipo quedó sorprendido por su nivel y lo invitó al plantel, pero por una lesión estuvo unas semanas sin participación. Recibió su primera convocatoria con el equipo principal para jugar el 28 de junio contra Libertad, en la fase de grupos de la Copa Libertadores pero no tuvo minutos.
Su debut como profesional se produjo el 8 de julio de 2023 en el Estadio Mineirão frente a Corinthians, el entrenador Luiz Felipe Scolari lo hizo ingresar al minuto 76 pero perdieron 0-1. Jugó su primer encuentro con 17 años y la camiseta número 45. En su primera temporada oficial disputó 5 partidos con el primer equipo.
Durante 2024 tuvo más continuidad, a pesar de sufrir una lesión completó 36 partidos y anotó 3 goles.
El 10 de marzo de 2025 fue fichado por FK Shajtar Donetsk, firmó contrato hasta el 31 de diciembre de 2029. Debutó en Europa al día siguiente, en la fecha 11 de la Liga Premier de Ucrania 2024-25, ingresó al minuto 65 para enfrentar a FK Karpaty Lviv y empataron sin goles.

## Estadísticas

### Clubes
Actualizado al último partido disputado el 24 de mayo de 2025.
| Club                         | Div.          | Temporada     | Liga  | Liga  | Liga   | Estatal | Estatal | Estatal | Copas nacionales | Copas nacionales | Copas nacionales | Copas internacionales | Copas internacionales | Copas internacionales | Total | Total | Total  |
| Club                         | Div.          | Temporada     | Part. | Goles | Asist. | Part.   | Goles   | Asist.  | Part.            | Goles            | Asist.           | Part.                 | Goles                 | Asist.                | Part. | Goles | Asist. |
| ---------------------------- | ------------- | ------------- | ----- | ----- | ------ | ------- | ------- | ------- | ---------------- | ---------------- | ---------------- | --------------------- | --------------------- | --------------------- | ----- | ----- | ------ |
| C. Atlético Mineiro · Brasil | 1.ª           | 2023          | 5     | 0     | 0      | -       | -       | -       | -                | -                | -                | 0                     | 0                     | 0                     | 5     | 0     | 0      |
| C. Atlético Mineiro · Brasil | 1.ª           | 2024          | 19    | 1     | 0      | 7       | 1       | 1       | 4                | 0                | 0                | 6                     | 1                     | 0                     | 36    | 3     | 1      |
| C. Atlético Mineiro · Brasil | 1.ª           | 2025          | -     | -     | -      | 1       | 0       | 0       | 1                | 1                | 1                | -                     | -                     | -                     | 2     | 1     | 1      |
| C. Atlético Mineiro · Brasil | Total club    | Total club    | 24    | 1     | 0      | 8       | 1       | 1       | 5                | 1                | 1                | 6                     | 1                     | 0                     | 43    | 4     | 2      |
| FK Shajtar Donetsk · Ucrania | 1.ª           | 2024-25       | 9     | 0     | 2      | —       | —       | —       | 3                | 1                | 1                | -                     | -                     | -                     | 12    | 1     | 3      |
| FK Shajtar Donetsk · Ucrania | 1.ª           | 2025-26       | 0     | 0     | 0      | —       | —       | —       | -                | -                | -                | -                     | -                     | -                     | 0     | 0     | 0      |
| FK Shajtar Donetsk · Ucrania | Total club    | Total club    | 9     | 0     | 2      | 0       | 0       | 0       | 3                | 1                | 1                | 0                     | 0                     | 0                     | 12    | 1     | 3      |
| Total carrera                | Total carrera | Total carrera | 33    | 1     | 3      | 8       | 1       | 1       | 8                | 2                | 2                | 6                     | 1                     | 0                     | 55    | 5     | 5      |
| 1. 2.                        |               |               |       |       |        |         |         |         |                  |                  |                  |                       |                       |                       |       |       |        |

### Selección
Actualizado al último partido disputado el 16 de febrero de 2025.
| Selección         | Temporada         | Continental | Continental | Continental | Mundial | Mundial | Mundial | Amistosos | Amistosos | Amistosos | Total | Total | Total  |
| Selección         | Temporada         | Part.       | Goles       | Asist.      | Part.   | Goles   | Asist.  | Part.     | Goles     | Asist.    | Part. | Goles | Asist. |
| ----------------- | ----------------- | ----------- | ----------- | ----------- | ------- | ------- | ------- | --------- | --------- | --------- | ----- | ----- | ------ |
| Sub-20 · Brasil   | 2025              | 8           | 1           | 0           | -       | -       | -       | 0         | 0         | 0         | 8     | 1     | 0      |
| Sub-20 · Brasil   | Total sel.        | 8           | 1           | 0           | 0       | 0       | 0       | 0         | 0         | 0         | 8     | 1     | 0      |
| Total selecciones | Total selecciones | 8           | 1           | 0           | 0       | 0       | 0       | 0         | 0         | 0         | 8     | 1     | 0      |
| 1.                |                   |             |             |             |         |         |         |           |           |           |       |       |        |

## Palmarés

### Títulos internacionales
| Título                         | Equipo              | País      | Año  |
| ------------------------------ | ------------------- | --------- | ---- |
| Campeonato Sudamericano Sub-20 | Selección de Brasil | Venezuela | 2025 |

### Títulos nacionales
| Título          | Equipo                | País    | Año  |
| --------------- | --------------------- | ------- | ---- |
| Copa de Ucrania | F. K. Shajtar Donetsk | Ucrania | 2025 |

### Títulos regionales
| Título             | Equipo              | País   | Año  |
| ------------------ | ------------------- | ------ | ---- |
| Campeonato Mineiro | C. Atlético Mineiro | Brasil | 2024 |